# Вармийцы

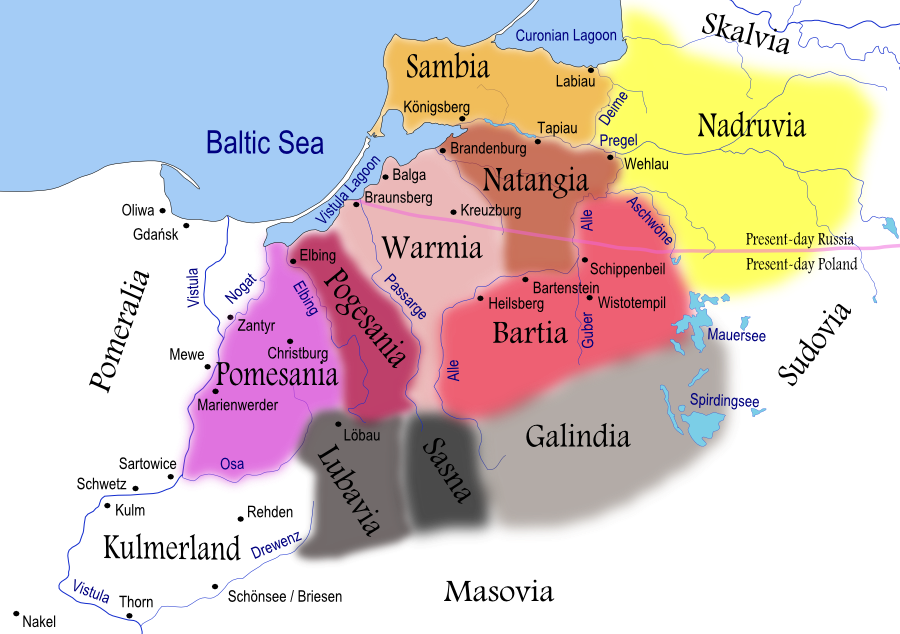
Вармийцы и другие прусские племена в XIII веке

Вармийцы – одно из древнепрусских племён. Жили в Вармии, территории, с 1945 года входящей в состав Польши. 
Первые попытки завоевать пруссов были сделаны поляками в 997 году. Поляки хотели христианизировать язычников-пруссов, попутно завоёвывая их земли. Конрад I Мазовецкий предпринял ряд крестовых походов на ятвягов и галиндов. После того, как пруссы и поморяне смогли отбиться от польских атак, Конрад, который уже требовал крестового похода в 1209, обратился за помощью к Тевтонскому Ордену.
Вармийцы, как и другие пруссы, были завоёваны Тевтонским Орденом, после чего были обращены в христианство. Было построено множество замков и городов, а население Вармии существенно увеличилось за счёт притока колонистов из Германии и других стран Европы, включая Польшу. Пруссы в конечном итоге были ассимилированы колонистами, а древнепрусский язык исчез к концу XVII – началу XVIII .

## История
Придя в хелминскую землю в 1230 г., тевтонские рыцари продолжили воевать с язычниками-пруссами и обращать их в христианство. Вармийцы вместе с бартами и  натангами были завоёваны тевтонскими рыцарями в 1238—1241 гг. Во время одного из первых походов в Вармию, тевтонские рыцари разрушили Хонеду, вармийский замок, и построили Балгу. В соответствии с проверенной стратегией, Орден использовал Балгу в качестве базы для дальнейшей экспансии. Эта крепость была одним из пяти замков, которые не были взяты в течение  первого прусского восстания, вспыхнувшего в 1242 г. и закончившегося в 1249 г. подписанием Дзежгоньского мира. Кроме того, тевтонские рыцари построили замки в Бранево и Лидзбарке-Варминьском.
После сокрушительного поражения Ордена в  битве при Дурбе в 1260 г, пруссы снова восстали. Большой Прусский мятеж продолжался четырнадцать лет. Вармийцы выбрали вождём Глаппо и присоединились к восстанию. В начале восстания Глаппо удалось взять Бранево, но попытка взять Балгу обернулась неудачей. В 1266 г. правители Бранденбурга прибыли в Пруссию и построили замок  на границе Вармии и земель натангов между Балгой и Кёнигсбергом. Замок, названный Бранденбург Brandenburg (теперь  Ушаково), успешно сопротивлялся прусским атакам. Глаппо был взят в плен и повешен, когда пытался взять крепость в 1273 г.. Спустя год мятеж был окончательно подавлен, и это было последним восстанием вармийцев. Впоследствии они были постепенно ассимилированы немцами и поляками. Большое количество польских поселенцев прибыло после Второго Торуньского мира, передав Вармийское архиепископство польской короне в качестве части провинции Королевская Пруссия.